# Eugnathogobius siamensis
Eugnathogobius siamensis es una especie de pez de la familia de los Gobiidae en el orden de los Perciformes.

## Morfología
Los machos pueden llegar a alcanzar los 4 cm de longitud total.

## Alimentación
Come insectos y otros invertebrados

## Hábitat
Es un pez de Agua dulce, de clima tropical y demersal.

## Distribución geográfica
Se encuentran en Asia: Singapur, Tailandia, Malasia, Brunéi, Indonesia

## Observaciones
Es inofensivo para los humanos. 